# Ylva Ringqvist ten Siethoff
Ylva Margareta Elisabet Ringqvist-ten Siethoff, född 6 maj 1921 i Göteborg, död 30 mars 2013 i Högalids församling i Stockholm, var en svensk tecknare och grafiker.
Hon var dotter till överingenjören Thure Ringqvist och Lisa Andersson och från 1944 gift med Alf Gunnar ten Siethoff. Hon studerade vid Berggrens och Skölds målarskolor i Stockholm samt vid Konsthögskolan 1942–1947 och under studieresor till Nederländerna och Frankrike. Hon var en av deltagarna i den franske grafikern Marcel Manequins grafikkurser i Stockholm 1952. Hon tilldelades stipendium från Konstakademien 1946 och 1953 samt ett stipendium ur Kinmansinska fonden 1958. Tillsammans med Catharina Nilsson ställde hon ut på Färg och Form 1955 och hon medverkade i samlingsutställningarna Färg kring Sara på Göta källare, Ung konst på Färg och Form, separat ställde hon bland annat ut på Galleri Heland 1971 och Galleri Lucidor 1979. Hennes konst består av hus, ungar och landskap som hon betraktar och sedan omformar till abstrakta kompositioner. Makarna ten Siethoff är begravda på Norra begravningsplatsen utanför Stockholm.